# 花园桥 (伦敦)
花園橋（Garden Bridge）是曾计划要在倫敦泰晤士河上興建的一座行人橋，但该计划以失败告终。這座橋的構想在1998年就由女演員喬安娜·拉姆利提出了， 此後交由托馬斯·赫斯維克設計，由倫敦交通局委任奧雅納集團協助。 預計橋上會栽種許多樹木形成一個花園，此橋也因此得名。 2013年11月1日花園橋信託（Garden Bridge Trust）成立，目的是對此橋的建築進行監督。
花園橋的長度大約為367（1,204英尺）, 最寬處寬約30（98英尺）。此橋自河北岸聖殿站附近的阿倫德爾街（Arundel Street）延伸出來， 在南岸中心落地。 建成之後可與紐約市的高線公園、巴黎的綠蔭步道相媲美。
截至2014年7月年，花園橋的預算已達到1.75億英鎊，這年5月完整的方案已經提交出來了，蘭貝斯市政廳在11月批准了此方案，預計此橋將在2018年之前完工。 但后来此计划因花销和维护成本太高，伦敦市长宣布不会为其买单，花园桥信托公司在2017年8月14日宣布放弃该计划。這項失敗的計劃共花去460萬鎊公款。

## 外部連結
- The Garden Bridge Trust （页面存档备份，存于）
- Interview with Heatherwick （页面存档备份，存于）